# Ла-Парра (Бадахос)
Ла-Парра (ісп. La Parra) — муніципалітет в Іспанії, у складі автономної спільноти Естремадура, у провінції Бадахос. Населення — 1393 особи (2010).
Муніципалітет розташований на відстані близько 340 км на південний захід від Мадрида, 43 км на південь від Бадахоса.

## Демографія
Динаміка населення (INE ):